# 皮西 (约讷省)
皮西（法語：Pisy，法語發音：[pizi]）是法国勃艮第-弗朗什-孔泰大区约讷省的一个市镇，属于阿瓦隆区。

## 地理
皮西（47°33'19"N, 4°8'30"E）面积12.08 平方千米，位于法国勃艮第-弗朗什-孔泰大區约讷省，该省份为法国中北部内陆省份，西接卢瓦雷省，西北接塞纳-马恩省，南至涅夫勒省，东临科多尔省，东北与奥布省接壤。
与皮西接壤的市镇（或旧市镇、城区）包括：科尔桑、比耶里莱贝勒方丹、桑蒂尼、瓦西苏皮西、吉永泰尔普莱讷。

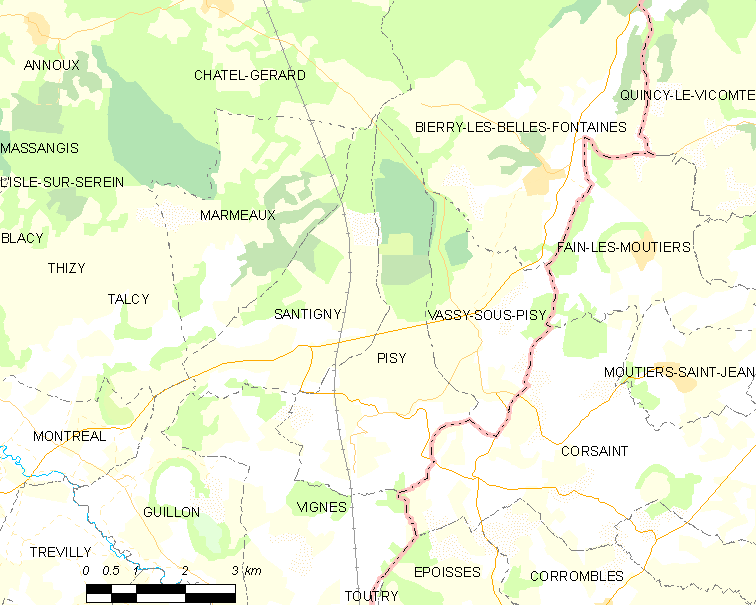
的OSM定位图

皮西的时区为UTC+01:00、UTC+02:00（夏令时）。

## 行政
皮西的邮政编码为89420，INSEE市镇编码为89300。

## 政治
皮西所属的省级选区为沙布利县。

## 人口

1962-2008年间人口变化图示

皮西于2022年1月1日时的人口数量为80人。